# Рамон Тапія
Рамон Тапія Сапата (ісп. Ramón Tapia Zapata, 17 березня 1932, Антофагаста — 12 квітня 1984) — чилійський професійний боксер, призер Олімпійських ігор.

## Аматорська кар'єра
На Олімпійських іграх 1956 Рамон Тапія завоював срібну медаль.
- В 1/8 фіналу переміг Збігнева Пьорковського (Польща)
- У чвертьфіналі переміг Юліуса Торма (Чехословаччина)
- У півфіналі переміг Жильбера Капрона (Франція)
- У фіналі програв нокаутом у першому раунді Геннадію Шаткову (СРСР)

## Професіональна кар'єра
1959 року Рамон Тапія дебютував на професійному рингу. Протягом 1959—1963 років провів 7 боїв, з яких лише два закінчилися його перемогою.